# Antoine Bourdelle
Émile Antoine Bourdelle (30. oktober 1861 i Montauban, Tarn-et-Garonne – 1. oktober 1929 i Le Vésinet) var en fransk billedhugger og lærer, der gennem mange år var assistent for Auguste Rodin. 
Bourdelle fik gennem sit virke som lærer stor indflydelse på billedhuggere fra en lang række europæiske lande, USA og Japan. Rodins indflydelse på Bourdelle kan ses i den kraftfulde linje og stærke bevægelse i Bourdelles værker, men Bourdelle var også påvirket af sine studier af græsk og egyptisk kunst. Hans værker tæller freskoer og relieffer i Théâtre des Champs-Élysées (1912), monumenter og mange portrætbuster. Et større værk er mindesmærket for den polske digter Adam Mickiewicz (1929).
Antoine Bourdelles bolig og atelier i Paris har siden 1948 været museum.